# Szymon Grycendler

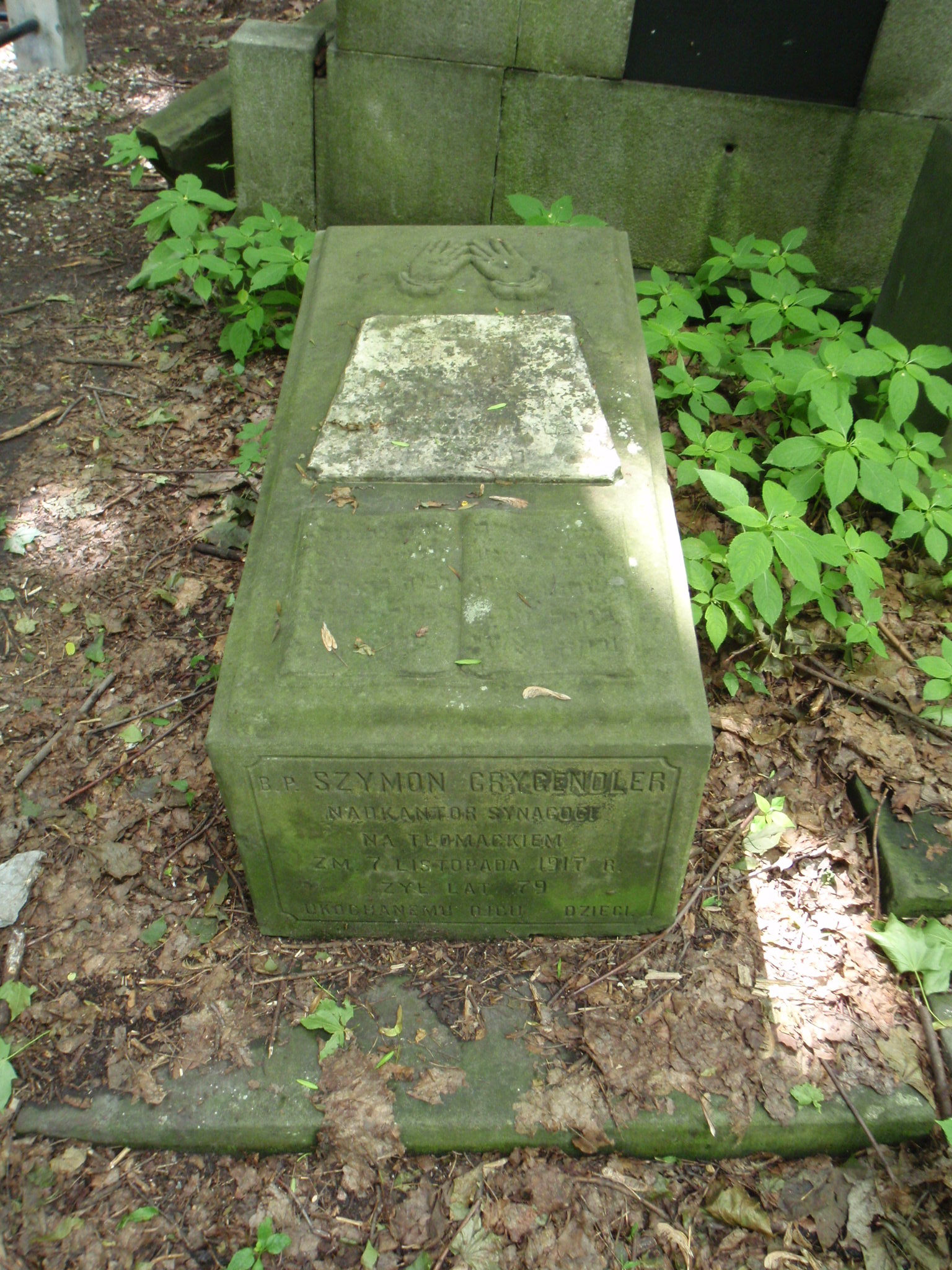
Grób Szymona Grycendlera na cmentarzu żydowskim w Warszawie

Szymon Grycendler (ur. 1838 w Warszawie, zm. 7 grudnia 1917 w Warszawie) – polski chazan. Początkowo kantor we Wrocławiu; po powrocie do Warszawy pracował w synagodze przy Daniłowiczowskiej i następnie jako nadkantor w Wielkiej Synagodze na Tłomackiem.
Pochowany jest w alei głównej cmentarza żydowskiego przy ulicy Okopowej w Warszawie (kwatera 44).